# Российско-тринидадские отношения
Российско-тринидадские отношения — двусторонние дипломатические отношения между Россией и Тринидадом и Тобаго.

## История
30 августа 1962 года глава правительства СССР Никита Хрущёв направил телеграмму будущему премьер-министру Тринидада и Тобаго Эрику Уильямсу в которой признал независимость этой страны от Великобритании. В той же телеграмме, которая была отправлена всего за несколько часов до формального объявления независимости от Великобритании, Никита Хрущёв также выразил готовность установить дипломатические отношения с новым государством Вест-Индии.
6 июня 1974 года в Нью-Йорке были установлены дипломатические отношения между Советским Союзом и Тринидадом и Тобаго, когда Постоянный представитель СССР при Организации Объединённых Наций Яков Малик и его коллега из Тринидада и Тобаго подписали соглашение. Владимир Казимиров был назначен первым советским послом в Тринидаде и Тобаго, одновременно с его назначением послом в Венесуэле 19 апреля 1975 года. 13 июня 1975 года Владимир Казимиров  вручил свои верительные грамоты генерал-губернатору Тринидада и Тобаго Эллису Кларку.
В 1975 году Эрик Уильямс осуществил официальный визит в Советский Союз, что стало проявлением потепления отношений между его страной и просоветскими государствами. В декабре 2010 года министр иностранных дел Тринидада и Тобаго Суруджраттан Рамбачан объявил, что в прошлом месяце в стране были отменены визовые требования для владельцев российских паспортов. Суруджраттан Рамбачан заявил, что владельцы этих паспортов смогут посещать Тринидад и Тобаго в течение 90 дней без визы для осуществления деловых и туристических целей и это было сделано, чтобы гражданам России было легче вести бизнес в стране, а также для увеличения числа туристов. Он также отметил, что число пребывающих российский туристов на Тобаго увеличивается.